# Geografija Nove Zelandije
Nova Zelandija (maorsko Aotearoa) je otoška država v jugozahodnem Tihem oceanu, blizu središča vodne poloble. Sestavljeno je iz velikega števila otokov, ocenjenih na okoli 700, ki so večinoma ostanki večje kopenske mase, ki je zdaj pod morjem. Kopenski masi sta po velikosti Južni otok (ali Te Waipounamu) in Severni otok (ali Te Ika-a-Māui), ločena s Cookovim prelivom. Tretji največji je Stewartov otok / Rakiura, ki je 30 kilometrov od konice Južnega otoka čez Foveauxov preliv. Drugi otoki so po površini bistveno manjši. Trije največji otoki se raztezajo 1600 kilometrov po zemljepisnih širinah od 35° do 47° južno. Nova Zelandija je šesta največja otoška država na svetu s površino 268.710 km².
Pokrajine Nove Zelandije segajo od fjordov na jugozahodu do peščenih plaž subtropskega skrajnega severa. Na Južnem otoku prevladujejo Južne Alpe, medtem ko vulkanska planota pokriva večji del osrednjega Severnega otoka. Temperature običajno padejo pod 0 °C in se dvignejo nad 30 °C, nato pa se razmere spreminjajo od mokrega in mrzlega na zahodni obali Južnega otoka do suhega in celinskega na kratki razdalji čez gore in do tundri podobno podnebje na globokem jugu Južne dežele.
Približno dve tretjini zemlje je gospodarsko uporabne, preostanek pa je gorat. Severni otok je najbolj naseljen otok s 4 milijoni prebivalcev, Auckland pa je daleč največje metropolitansko območje v državi po številu prebivalcev in mestnem območju. Južni otok je drugi najbolj poseljen otok z več kot 1,18 milijona ljudi, vendar je geografsko večji od severnega.
Nova Zelandija leži na meji med Pacifiško in Avstralsko tektonsko ploščo, zaradi česar je eno najbolj potresno in vulkansko najbolj aktivnih območij na svetu. Država je v svoji zgodovini doživela več uničujočih potresov.
Celina Nove Zelandije je približno 2000 kilometrov vzhodno od avstralske celine čez Tasmanovo morje, najbližja tuja soseda njenim glavnim otokom pa je otok Norfolk (Avstralija), približno 750 kilometrov severozahodno. Druge skupine otokov na severu so Nova Kaledonija, Tonga in Fidži. Je najjužnejša država v Oceaniji. Zaradi sorazmerne bližine Nove Zelandije Antarktike je Južni otok postal glavni prehod za znanstvene odprave na to celino.

## Fizična geografija
Glej: Atlas Nove Zelandije na 

### Pregled
Nova Zelandija je v južnem Tihem oceanu na 41°S 174°E / 41°S 174°E, blizu središča vodne hemisfere. Je dolga in ozka država, ki se razteza 1600 kilometrov vzdolž svoje sever-severovzhodne osi z največjo širino 400 kilometrov. Zaradi velikosti 267.710 km² je šesta največja otoška država. Nova Zelandija je sestavljena iz velikega števila otokov, ocenjenih na okoli 700. Otoki mu dajejo 15.134 km obale in obsežne morske vire. Nova Zelandija trdi, da ima deveto največjo izključno ekonomsko cono na svetu, ki pokriva 4.083.744 km², kar je več kot 15-krat več od njene površine.
Južni otok je največja kopenska masa Nove Zelandije in je 12. največji otok na svetu. Otok po dolžini delijo Južne Alpe. Na vzhodni strani otoka je Canterburyjska ravnina, medtem ko je zahodna stran znana po razgibani obali, veliki količini padavin, zelo visokem deležu domačega grmovja (gozda) in ledenikih.
Severni otok je drugi največji otok in 14. največji otok na svetu. Od Južnega otoka ga loči Cookov preliv, najkrajša razdalja pa je 23 kilometrov. Severni otok je manj gorat kot Južni otok, čeprav niz ozkih gorskih verig tvori približno severovzhodni pas, ki se dviga do 1700 metrov. Velik del ohranjenega gozda je v tem pasu ter v drugih gorskih območjih in gričih. Severni otok ima veliko izoliranih vulkanskih vrhov.
Poleg Severnega in Južnega otoka je pet največjih naseljenih otokov: Stewartov otok / Rakiura (30 kilometrov naravnost južno od Južnega otoka), Chathamski otoki (Wharekauri v maorščini ali Rēkohu v moriori) (približno 800 kilometrov vzhodno od Južnega otoka), otok Great Barrier (v zalivu Hauraki / Tīkapa Moana), otok Rangitoto ki te Tonga / D'Urville (v Marlborough Sounds) in otok Waiheke (približno 22 km od središča Aucklanda).

#### Ekstremne točke
Besedna zveza »Od rta Reinga do Bluffa« se na Novi Zelandiji pogosto uporablja za označevanje obsega celotne države. Rt Reinga / Te Rerenga Wairua je skrajni severozahodni del polotoka Aupōuri na severnem koncu Severnega otoka. Bluff je pristanišče Invercargilla, ki je blizu južne konice Južnega otoka, pod 46. južnim vzporednikom. Vendar so skrajne točke Nove Zelandije dejansko na več oddaljenih otokih.
Točke, ki so bolj severno, južno, vzhodno ali zahodno od katere koli druge lokacije na Novi Zelandiji, so naslednje:
- Najsevernejša točka je na otoku Nugent v Kermadecovih otokih (29°13′54″S 177°52′09″W / 29.231667°S 177.869167°W).
- Najjužnejša točka je otok Jacquemart v skupini Campbellovih otokov (52°37′10″S 169°07′33″E / 52.619444°S 169.125833°E).
- Najbolj vzhodna točka se nahaja v skupini otokov znotraj Chathamskih otokov, imenovanih Forty-Fours (43°57′48″S 175°49′53″W / 43.963306°S 175.831410°W).
- Najbolj zahodna točka je rt Lovitt na otoku Auckland (50°47′59″S 165°52′12″E / 50.799838°S 165.870128°E).

### Geologija
Nova Zelandija je del Zelandije, mikroceline, velike skoraj polovice Avstralije, ki se je postopoma potopila, potem ko se je odcepila od superceline Gondvane. Zelandija se razteza precej vzhodno v Tihi ocean in južno proti Antarktiki. Na severozahodu sega tudi proti Avstraliji. Ta potopljena celina je posejana s topografskimi višinami, ki včasih tvorijo otoke. Nekateri od teh, kot so glavni otoki (severni in južni), Stewartov otok, Nova Kaledonija in Chathamski otočki, so naseljeni. Drugi manjši otoki so eko-svetišča s skrbno nadzorovanim dostopom.
Kopenska masa Nove Zelandije je bila dvignjena zaradi transpresijske tektonike med Indo-Avstralsko ploščo in pacifiškimi ploščami (ti dve plošči se meljeta skupaj, ena se dviga navzgor in čez drugo). To je vzrok za številne potrese na Novi Zelandiji.
Vzhodno od Severnega otoka je pacifiška plošča potisnjena pod Indo-avstralsko ploščo. Severni otok Nove Zelandije ima zaradi te subdukcije zelo razširjen vulkanizem v zadnjem loku. Veliko je velikih vulkanov z relativno pogostimi izbruhi. Obstaja tudi več zelo velikih kalder, med katerimi najbolj očitno tvori jezero Taupō. Taupō ima zgodovino neverjetno močnih izbruhov, z izbruhom Oruanui pribl. pred 26.500 leti je izvrglo 1170 kubičnih kilometrov materiala in povzročilo propad več sto kvadratnih kilometrov navzdol, da je nastalo jezero. Najnovejši izbruh se je zgodil ok. 180 n. št. in izvrglo je vsaj 100 kubičnih kilometrov materiala, kar je povezano z rdečim nebom, ki so ga takrat videli v Rimu in na Kitajskem. Pripadajoča geotermalna energija iz tega vulkanskega območja se uporablja v številnih hidrotermalnih elektrarnah. Nekateri vulkanski kraji so tudi znane turistične destinacije, kot so gejzirji Rotorua.
Smer subdukcije je obrnjena skozi Južni otok, pri čemer je Indo-avstralska plošča potisnjena pod pacifiško ploščo. Prehod med tema dvema različnima slogoma celinskega trka se zgodi skozi vrh Južnega otoka. To območje ima znatno dviganje in veliko aktivnih prelomov; močni potresi so tukaj pogost pojav. Najmočnejši v novejši zgodovini, potres M8.3 Wairarapa, se je zgodil leta 1855. Ta potres je ponekod povzročil več kot 6 metrov navpičnega dviga in povzročil lokaliziran cunami. Na srečo je bilo žrtev malo zaradi redke poselitve regije. Leta 2013 je območje stresel potres M6,5 Seddon, vendar je povzročil malo škode in brez poškodb. Glavno mesto Nove Zelandije, Wellington, je v središču te regije.
Subdukcija Indo-avstralske plošče povzroči hitro dviganje središča Južnega otoka (približno 10 milimetrov na leto). Ta dvig tvori Južne Alpe. Te grobo delijo otok z ozkim mokrim pasom na zahodu in širokimi in suhimi ravninami na vzhodu. Nastale orografske padavine omogočajo proizvodnjo večine električne energije na Novi Zelandiji iz hidroelektrarn. Precejšen del gibanja med obema ploščama se prilagaja bočnemu drsenju Indo-avstralske plošče proti severu glede na pacifiško ploščo. Meja plošče tvori skoraj 800 kilometrov dolg Alpski prelom. Ta prelom ima ocenjen interval ponavljanja razpok približno 330 let in je nazadnje razpočil leta 1717 vzdolž 400 kilometrov svoje dolžine. Poteka neposredno pod številnimi naselji na zahodni obali Južnega otoka in tresenje zaradi razpoke bi verjetno prizadelo številna mesta po vsej državi.
Hitro dvigovanje in visoke stopnje erozije v Južnih Alpah skupaj izpostavljajo visokokakovostni zeleni skrilavec kamninam amfibolitnega faciesa, vključno z dragim kamnom pounamu. Geologi, ki obiščejo Zahodno obalo, lahko zlahka dostopajo do visokokakovostnih metamorfnih kamnin in milonitov, povezanih z Slpskim prelomom, in na določenih mestih lahko stojijo na sledi preloma na meji aktivne plošče. Južni otok ima tudi dve večji nahajališči zlata v Otagu in na zahodni obali.
Južno od Nove Zelandije se Indo-avstralska plošča pogreza pod pacifiško ploščo, kar začenja povzročati vulkanizem v zadnjem loku. V tej regiji se je zgodil najmlajši (geološko gledano) vulkanizem na Južnem otoku, ki je tvoril Solanderjeve otoke (starost < 2 milijona let). V tej regiji prevladuje razgibano in razmeroma nedotaknjen Fiordland, območje poplavljenih ledeniško izklesanih dolin z malo človeškimi naselbinami.

### Gore, vulkani in ledeniki
Južni otok je veliko bolj gorat kot severni, vendar kaže manj manifestacij nedavne vulkanske dejavnosti. V Južnih Alpah je 18 vrhov, višjih od 3000 metrov, ki se raztezajo 500 kilometrov po Južnem otoku. Najbližje gore, ki ga presegajo po višini, ne najdemo v Avstraliji, temveč na Novi Gvineji in Antarktiki. Poleg visokih vrhov so v Južnih Alpah tudi ogromni ledeniki, kot sta Franz Josef in Fox. Najvišja gora v državi je Aoraki / Mount Cook; njegova višina od leta 2014 je navedena kot 3724 metrov (zmanjšanje s 3764 m) pred decembrom 1991 zaradi skalnega plazu in kasnejše erozije). Drugi najvišji vrh je gora Tasman z višino 3497 metrov.
Vulkanska planota Severnega otoka pokriva večji del osrednjega Severnega otoka z vulkani, platoji lave in kraterskimi jezeri. Trije najvišji vulkani so Ruapehu (2797 metrov), Taranaki (2518 metrov) in Ngauruhoe (2287 metrov). Večji izbruhi na Ruapehuju so bili v zgodovini približno 50 let narazen, v letih 1895, 1945 in 1995–1996. Izbruh gore Tarawera v bližini Rotorue leta 1886 je bil največji in najsmrtonosnejši izbruh na Novi Zelandiji v zadnjih 200 letih, pri čemer je umrlo več kot 100 ljudi. Druga dolga veriga gora poteka skozi Severni otok, od Wellingtona do East Capea. Območja vključujejo Tararua in Kaimanawa.
Spodnja pobočja gora so pokrita z domačimi gozdovi. Nad tem je grmičevje, nato pa travniki. Alpsko tundro sestavljajo blazinaste rastline in zeliščna polja; veliko teh rastlin ima bele in rumene cvetove.

### Jame
Jamski sistemi Nove Zelandije imajo tri glavne izvore, kemično preperevanje apnenca z vodo (kras), jame lave in erozijo z valovi (morske jame). Zato porazdelitev apnenca, marmorja (metamorfoznega apnenca) in vulkanov določa lokacijo jam v notranjosti Nove Zelandije. Glavni regiji kraške topografije sta okrožje Waitomo in hrib Takaka v okrožju Tasman. Druge pomembne lokacije so na zahodni obali (Punakaiki), Hawke's Bay in Fiordland.
Jame lave (cevi lave) običajno nastanejo v tokovih lave pāhoehoe, ki so manj viskozni in običajno oblikovani iz bazalta. Ko pride do izbruha, se zunanja plast toka lave strdi, notranjost pa ostane tekoča. Tekoča lava teče ven, saj je izolirana z utrjeno skorjo zgoraj. Te jame najdemo tam, kjer so relativno nedavni bazaltni vulkani na Novi Zelandiji, kot je vulkansko polje Auckland, zlasti na Rangitoto, Mount Eden in Matukutūruru.
Razporeditev morskih jam je bolj občasna, njihova lokacija in orientacija pa je odvisna od šibkosti spodnje kamnine. Ker jamski sistemi potrebujejo več tisoč let, da se razvijejo, jih je zdaj mogoče izolirati od vode, ki jih je oblikovala, bodisi zaradi spremembe morske gladine ali toka podzemne vode. Če se jama, ko raste, prebije na površje nekje drugje, postane naravni lok, kot so oboki kotline Ōpārara blizu Karamee.

### Reke in jezera
Delež površine Nove Zelandije (brez estuarijev), ki jo pokrivajo reke, jezera in ribniki, je na podlagi podatkov iz baze podatkov o pokrovnosti tal Nove Zelandije (357526 + 81936) / (26821559 – 92499–26033 – 19216) = 1,6 %. Če so vključene odprte vode estuarija, mangrove in zelnata slana vegetacija, je številka 2,2 %.
Gorska območja Severnega otoka sekajo številne reke, od katerih so mnoge hitre in neplovne. Vzhod Južnega otoka zaznamujejo široke prepletene reke, kot so Wairau, Waimakariri in Rangitata, nastale iz ledenikov, se raztezajo v številne pramene na prodnatih ravnicah. Skupna dolžina rek v državi je več kot 180.000 kilometrov. Waikato, ki teče skozi Severni otok, je najdaljša, z dolžino 425 km. Reke Nove Zelandije imajo na stotine slapov; najbolj obiskani niz slapov so slapovi Huka, ki odmakajo jezero Taupō.
Jezero Taupō, ki je blizu središča Severnega otoka, je po površini največje jezero v državi. Leži v kalderi, ki jo je ustvaril izbruh Oruanui, največji izbruh na svetu v zadnjih 70.000 letih. Obstaja 3820 jezer s površino večjo od enega hektarja. Mnoga jezera so bila uporabljena kot rezervoarji za hidroelektrarne.

### Obalna mokrišča
Mokrišča podpirajo največjo koncentracijo divjih živali od vseh drugih habitatov. Nova Zelandija ima šest območij, ki pokrivajo skoraj 551 kvadratnih kilometrov, ki so vključena na Seznam mokrišč mednarodnega pomena (Ramsarsko mokrišče), vključno z mokriščem Whangamarino.
Nedavna globalna analiza daljinskega zaznavanja je pokazala, da je bilo na Novi Zelandiji 1191 kvadratnih kilometrov plimovanja, zaradi česar je država na 29. mestu glede na območje plimovanja.

### Podnebje
Glavni geografski dejavniki, ki vplivajo na podnebje Nove Zelandije, so zmerna širina s prevladujočimi zahodnimi vetrovi; oceansko okolje in gore, zlasti Južne Alpe. Podnebje je večinoma zmerno s povprečnimi temperaturami od 8 °C na Južnem otoku do 16 °C na Severnem otoku. Januar in februar sta najtoplejša meseca, julij najhladnejši. Nova Zelandija nima velikega temperaturnega razpona, razen v osrednjem Otagu, vendar se vreme lahko hitro in nepričakovano spremeni. V Severni deželi vladajo skoraj subtropske razmere.
Najbolj naseljena nižinska območja države imajo med 600 in 1600 mm padavin, z največ dežja ob zahodni obali Južnega otoka in najmanj na vzhodni obali Južnega otoka in notranjih kotlinah, pretežno na Canterburyjski ravnini in osrednjem bazenu Otaga (približno 350 mm PA). Christchurch je najbolj suho mesto, kjer pade približno 640 mm dežja PA, medtem ko je Hamilton najbolj mokro, saj prejme več kot dvakrat večjo količino 1325 mm PA, tesno mu sledi Auckland. Daleč najbolj namočeno območje je razgibana regija Fiordland na jugozahodu Južnega otoka, ki ima med 5000 in 8000 mm dežja PA, s 15.000 mm v izoliranih dolinah, med najvišjimi zabeleženih padavin na svetu.
UV-indeks je lahko zelo visok in ekstremen v najbolj vročih obdobjih leta na severu Severnega otoka. To je deloma posledica razmeroma nizke onesnaženosti zraka v državi v primerjavi z mnogimi drugimi državami in visokega števila sončnih ur. Nova Zelandija ima zelo veliko sončnih ur, saj večina območij prejme več kot 2000 ur na leto. Najbolj sončna območja sta Nelson/Marlborough in Bay of Plenty z 2400 urami na leto.
Skupni učinki podnebnih sprememb na Novi Zelandiji bodo povzročili številne nepopravljive posledice; do konca tega stoletja bo Nova Zelandija doživela več padavin, pogostejše ekstremne vremenske pojave in višje temperature. Ministrstvo za okolje je leta 2021 ocenilo, da so bruto emisije Nove Zelandije znašale 0,17 % skupnih svetovnih bruto emisij toplogrednih plinov. Vendar pa je Nova Zelandija na prebivalca pomembna onesnaževalka, šesta največja v državah iz Priloge I, medtem ko je glede na absolutne bruto emisije Nova Zelandija uvrščena med 24. največjo onesnaževalko.

## Družbena geografija

### Politična geografija
Nova Zelandija nima kopenskih meja. Vendar Ross Dependency, njegova zahteva na Antarktiki, navidezno meji na avstralsko antarktično ozemlje na zahodu in nezavzeto ozemlje na vzhodu. Večina drugih držav ne priznava ozemeljskih zahtev na Antarktiki.
Nova Zelandija je upravno razdeljena na šestnajst regij: sedem na Južnem otoku in devet na severnem. Imajo fizično geografsko povezavo z regionalnimi mejami, ki v veliki meri temeljijo na območjih porečij. Med regijami jih enajst upravljajo regionalni organi (najvišja raven lokalne samouprave), medtem ko je pet enotnih organov, ki združujejo funkcije regionalnih oblasti in funkcije teritorialnih oblasti (druga raven). Regionalni organi so v prvi vrsti odgovorni za upravljanje okoljskih virov, upravljanje zemljišč, regionalni promet ter biološko varnost in zatiranje škodljivcev. Teritorialni organi upravljajo lokalne ceste in rezervate, ravnanje z odpadki, gradbena soglasja, vidike rabe zemljišč in delitve pri upravljanju virov ter druge lokalne zadeve.
Chathamski otoki niso regija, čeprav njihov svet deluje kot regija v skladu z zakonom o upravljanju virov. Obstajajo številni oddaljeni otoki, ki niso vključeni v regionalne meje. Kermadecove otoke in Subantarktične otoke naseljuje le majhno število osebja Oddelka za varstvo narave.

### Geografija prebivalstva
V 20. stoletju se je novozelandsko središče prebivalstva premaknilo proti severu. Južni otok danes predstavlja nekaj manj kot četrtino prebivalstva. Več kot tri četrtine novozelandskega prebivalstva živi na severnem otoku, polovica živi severno od jezera Rotorua, ena tretjina celotnega prebivalstva pa živi v regiji Auckland. Auckland je tudi najhitreje rastoča regija, saj predstavlja 51 % celotne rasti prebivalstva Nove Zelandije (v dveh desetletjih do leta 2016). Večina avtohtonih Maorov živi na Severnem otoku (87 %), nekaj manj kot četrtina (24 %) jih živi v Aucklandu. Nova Zelandija je pretežno urbana država, saj 84,2 % prebivalstva živi v mestih. Približno 64,6 % prebivalstva živi v 20 glavnih mestnih območjih (30.000 ali več prebivalcev) in 43,3 % živi v štirih največjih mestih Auckland, Christchurch, Wellington in Hamilton. (Druga večja urbana območja so Tauranga, Dunedin in Palmerston North.) Gostota prebivalstva Nove Zelandije z okoli 19 prebivalci na kvadratni kilometer je med najnižjimi na svetu.
Prebivalce Nove Zelandije je opredeljeval njihov priseljenski izvor, stalen proces prilagajanja novi deželi, spreminjanje in spreminjanje tistih, ki so prišli prej. Ta proces je privedel do izrazite porazdelitve kulture po Novi Zelandiji. Tukaj sta jezik in vera uporabljena kot označevalca za veliko bogatejši koncept kulture. Te metrike na žalost izključujejo politično ločnico med podeželjem in mestom in tudi popolne učinke potresov v Christchurchu na kulturno porazdelitev Nove Zelandije.
Najbolj razširjen jezik na Novi Zelandiji je angleščina (89,8 %), vendar se jezik, narečje in naglas prostorsko razlikujejo tako znotraj kot med etničnimi skupinami. Maorščina (3,5 %) se pogosteje govori na območjih z velikim številom maorskega prebivalstva (Gisborne, Bay of Plenty in Northland). Obstaja veliko podnarečij maorščine, najbolj izrazita delitev pa je med severnimi in južnimi plemeni. Medtem ko so bile migracije (običajno s severa na jug) konstantne v 16.–18. stoletju, je jug ohranil posebno kulturo predvsem zaradi pomanjkanja možne pridelave na tej zemljepisni širini. Angleščina se govori z regionalnimi poudarki, povezanimi s poreklom priseljencev; na primer škotsko in angleško priseljevanje iz 19. stoletja v Southland oziroma Canterbury. To se je zgodilo tudi z novejšim priseljevanjem, pri čemer so v večjih mestih, kjer so se skupine priseljencev prednostno naselile, pogosti številni poudarki. Te skupine priseljencev s časom spreminjajo lokacijo in poudarki z generacijami bledijo.
Preostalih približno 6 odstotkov Novozelandcev govori široko paleto drugih jezikov, pri čemer so najpogostejša samoanska, hindijska, francoska in različna kitajska narečja. Ti manjšinski tuji jeziki so skoncentrirani v glavnih mestih, zlasti v Aucklandu, kjer so se naselile nedavne priseljenske skupine.

### Kmetijska geografija
Sorazmerno majhen delež novozelandskih tal je obdelovalnih (1,76 odstotka), trajni nasadi pa pokrivajo 0,27 odstotka tal. 7210 kvadratnih kilometrov tal je namakanih. Kot največja svetovna izvoznica ovc se novozelandska kmetijska industrija osredotoča predvsem na pašništvo, zlasti na mlečne izdelke in govedino, pa tudi na jagnjetino. Natančneje, mlečni izdelki so največji izvoz. Poleg pašništva ribiči nabirajo školjke, ostrige in lososa, vrtnarji pa gojijo kivi, pa tudi breskve, nektarine itd. Oddaljenost Nove Zelandije od svetovnih trgov in prostorske razlike v padavinah, nadmorski višini in kakovosti tal so določili geografijo njene kmetijske industrije.
Od leta 2007 se skoraj 55 odstotkov celotne površine Nove Zelandije uporablja za kmetijstvo, kar je standard v primerjavi z večino razvitih držav. Tri četrtine je bilo pašnikov, ki so se uporabljali za vzrejo ovc, goveda, jelenjadi itd. Količina kmetijskih zemljišč se je od leta 2002 zmanjšala.
Izolirana lega Nove Zelandije je hkrati povzročila manj škodljivcev in kmetijsko industrijo z večjo dovzetnostjo za vnesene bolezni in škodljivce. Velika skrb novozelandskih kmetov je hitro rastoča populacija divjih zajcev (zajci so prišli v državo v 1930-ih). Povzročajo veliko škodo na kmetijskih zemljiščih: žrejo travo, pridelke in povzročajo degradacijo tal. Mnogi kmetje so zaskrbljeni zaradi svojega preživetja in učinkov, ki jih bodo imeli kunci na preskrbo s hrano in trgovino, saj njihovo število hitro raste. Nezakoniti virus za ubijanje kuncev, imenovan virus kunčje hemoragične bolezni (RHDV), je leta 1997 izdala skupina budnih rejcev in je bil na začetku zelo učinkovit. Po dvajsetih letih pa so zajci postali imuni nanj. Marca 2018 je bil izdan nov sev virusa, korejska oblika seva, imenovana virus K5 ali RHDV1-K5. Ta virus je bil uveden s ciljem iztrebiti 40 odstotkov populacije kuncev. Novi virus deluje veliko hitreje od prejšnjega in naj bi ubil zajce v dveh do štirih dneh po izpostavljenosti. Virus je postal predmet razprav med aktivisti za pravice živali zaradi nehumanega načina ubijanja zajcev. Vendar se zdi, da so kmetje soglasno zelo hvaležni za sprostitev virusa.
Skoraj polovico novozelandskih emisij zaradi podnebnih sprememb ustvarijo toplogredni plini, predvsem metan in dušikov oksid, ki prihajata iz kmetijstva. Organizmi, ki rastejo v želodcu živali na paši, novozelandsko travo spremenijo v metan. Povečanje ogljikovega dioksida v zraku pripomore k hitrejši rasti rastlin, dolgoročni učinki podnebnih sprememb pa ogrožajo kmete z verjetnostjo pogostejših in hujših poplav in suš. Pridelovalci kivija, glavnega izvoza v novozelandski vrtnarski industriji, so zaradi podnebnih sprememb imeli težave. V letih 2010 tople zime niso zagotavljale ustreznih nizkih temperatur, potrebnih za cvetenje kivija, kar je povzročilo zmanjšanje velikosti pridelka. Suše so tudi zmanjšale pridelavo jabolk, saj so povzročile sončne opekline in pomanjkanje vode za namakanje. V nasprotju s tem mlečna industrija ni bila prizadeta in se je dejansko dobro prilagodila učinkom podnebnih sprememb.

## Naravne nevarnosti
Poplave so najpogostejša naravna nevarnost. Novo Zelandijo preplavljajo vremenski sistemi, ki prinašajo močan dež; naselja so običajno blizu hribovskih območij, kjer zaradi orografskega učinka pade veliko več padavin kot v nižinah. Gorski potoki, ki napajajo glavne reke, hitro narastejo in pogosto prestopijo bregove ter prekrijejo kmetije z vodo in muljem. Natančno spremljanje, vremenska napoved, zapornice, jezovi in programi pogozdovanja v hribovju so ublažili najhujše posledice.
Nova Zelandija doživi približno 14.000 potresov na leto, nekateri z magnitudo več kot 7 (M7). Od leta 2010 se je neposredno pod Christchurchom zgodilo več velikih (M7, M6.3, M6.4, M6.2) in plitvih (vsi <7 km) potresov. To je povzročilo 185 smrtnih žrtev, obsežno uničenje zgradb in znatno utekočinjenje. Ti potresi sproščajo porazdeljeno napetost v Pacifiški plošči zaradi nenehnega trčenja z indo-avstralsko ploščo zahodno in severno od mesta. Vulkanska aktivnost je najpogostejša na osrednji vulkanski planoti Severnega otoka. Cunamiji, ki prizadenejo Novo Zelandijo, so povezani s pacifiškim ognjenim obročem.
Suše niso redne in se med januarjem in aprilom pojavljajo predvsem v Otagu in Canterburyjski ravnini ter manj pogosto na večjem delu Severnega otoka. Gozdni požari so bili redki na Novi Zelandiji pred prihodom ljudi. V določeni poletni sezoni je kurjenje ognja na prostem prepovedano na javnih zaščitnih površinah.

## Okolje in ekologija
Geografska izolacija Nove Zelandije 80 milijonov let in otoška biogeografija sta vplivali na razvoj vrst živali, gliv in rastlin v državi. Fizična izolacija ni povzročila biološke izolacije, to pa je povzročilo dinamično evolucijsko ekologijo s primeri zelo značilnih rastlin in živali ter populacij široko razširjenih vrst. Med celinsko Avstralijo in Novo Zelandijo je prišlo do razpršitve rastlinskega sveta na velike razdalje, kljub 2000 km razdalji. V grmovju prevladujejo zimzelene rastline, kot sta orjaški kauri (Agathis australis) in južna bukev (Nothofagus) (avtohtoni gozdovi). Država ima tudi raznoliko paleto ptic, od katerih jih je več neletalcev, kot so kivi (nacionalni simbol), kakapo, takahe in weka ter več vrst pingvinov. Približno 30 vrst ptic je trenutno uvrščenih na seznam ogroženih ali kritično ogroženih. Naravovarstveniki so priznali, da bi ogrožene populacije ptic lahko rešili na obalnih otokih, kjer je po iztrebljanju plenilcev življenje ptic ponovno zacvetelo.
Številne vrste ptic, vključno z orjaško moo, so izumrle po prihodu Polinezijcev, ki so prinesli pse in podgane, ter Evropejcev, ki so uvedli dodatne vrste psov in podgan, pa tudi mačke, prašiče, dihurje in podlasice. Invazivne vrste še naprej močno prizadenejo domorodno floro in favno. Novozelandski naravovarstveniki so uvedli več metod za pomoč pri okrevanju ogroženih prosto živečih živali, vključno z otoškimi zatočišči, nadzorom nad škodljivci, premeščanjem divjih živali, gojenjem in ekološko obnovo otokov in drugih izbranih območij.
Po prihodu ljudi je prišlo do velikega krčenja gozdov, pri čemer je po naselitvi Polinezijcev požar uničil približno polovico gozdnega pokrova. Velik del preostalega gozda je propadel po naselitvi Evropejcev, saj so ga posekali ali izkrčili, da bi naredili prostor za pašništvo, tako da je gozd zavzemal le 23 % zemlje. Nova Zelandija je imela leta 2019 povprečno oceno indeksa celovitosti gozdne krajine 7,12/10, kar jo je uvrstilo na 55. mesto med 172 državami.
Onesnaževanje, zlasti onesnaževanje vode, je eno najpomembnejših okoljskih vprašanj Nove Zelandije. Kakovost sladke vode je pod pritiskom kmetijstva, hidroelektrarn, urbanega razvoja, vdorov škodljivcev in podnebnih sprememb, čeprav se večina gospodinjskih in industrijskih odpadkov v državi zdaj vedno bolj filtrira in včasih reciklira.

### Zavarovana območja
Nekatera območja kopnega, morja, rek ali jezer so zavarovana z zakonom, zato so njihove posebne rastline, živali, reliefne oblike in druge posebnosti zavarovane pred poškodbami. Nova Zelandija ima tri območja svetovne dediščine, 13 narodnih parkov, 34 morskih rezervatov in na tisoče slikovitih, zgodovinskih, rekreacijskih in drugih rezervatov. Ministrstvo za varstvo narave je odgovorno za upravljanje 8,5 milijona hektarjev javnih zemljišč (približno 30 % celotne površine Nove Zelandije).